# Warora
Warora, est une ville et un conseil municipal du district de Chandrapur dans l'État indien du Maharashtra. Lors du recensement de l'Inde de 2011, sa population s'élève à 72 126 habitants.